# Tamara Sujú
Tamara Sujú   (Caracas, 17 d'abril de 1966) és una advocada penalista i especialista en drets humans veneçolana. El 19 de març de 2019 va ser nomenada per l'Assemblea Nacional de Veneçuela com a representant d'aquest país davant la República Txeca.

## Biografia
Graduada a la Universitat Catòlica Andrés Bello, és la fundadora i directora de diverses organitzacions no governamentals, incloent la Fundació Nova Consciència Nacional, Dames de Blanc de Veneçuela, un grup de dones, mares i filles de presos polítics i Fundapresos, una organització d'auxili i assistència jurídica per a presos comuns que va treballar en diferents presons de Veneçuela entre 2002 i 2006. Actualment és la directora executiva de l'observatori de drets humans del Centre d'Estudis per a Amèrica Llatina (CASLA), amb seu a Txèquia, i columnista del setmanari La Razón a Veneçuela.
Tamara ha estat acusada per l'oficialisme de cometre actes desestabilitzadors i ha estat relacionada amb ser la neboda del general Oswaldo Sujú Raffo, involucrat en el cop d'estat de 2002; Nicolás Maduro va declarar quan era president de l'Assemblea Nacional que «havia traït la pàtria» i de ser part de la CIA. L'agost de 2014, Tamara va sol·licitar asil polític a Praga després de témer «per la seva integritat física i llibertat». L'estatus de protecció internacional va ser concedit per un període de deu anys renovables pel govern de la República Txeca el 24 de novembre.
L'advocada ha recopilant casos de tortura registrats a Veneçuela entre 2002 i 2014 i va formalitzar la seva denúncia contra Nicolás Maduro a la Cort Penal Internacional al juliol de 2016, quan va presentar davant la Cort un expedient de 65 incidències. El va actualitzar el maig de 2017 sumant-li altres casos. El 5 d'abril de 2017, Sujú va ser convidada a l'InterAmerican Institute for Democracy per narrar els casos de tortura a Veneçuela i l'expedient de país en la Cort.
El 14 de setembre de 2017 va denunciar davant l'Organització d'Estats Americans (OEA) 289 casos de tortura, incloent incidents durant les protestes en Veneçuela del 2017 i 192 casos de tortures sexuals, durant la primera audiència de l'organització per analitzar crims de lesa humanitat al país.
El 19 d'octubre de 2018, el govern d'Espanya va decidir concedir-li la nacionalitat espanyola per carta de naturalesa adduint als seus vincles familiars amb Espanya.
El dia 31 de juliol de 2019, va presentar mitjançant escrit la seva renúncia al càrrec d'Ambaixadora davant la República Txeca; «... per conflictes d'interessos entre el que ha estat el meu treball per 20 anys i la responsabilitat que vostè em va donar ...», dirigint-se així al President electe en aquella data Juan Guaidó.